# كورت سانت توماس
كورت سانت توماس (بالإنجليزية: Kurt St. Thomas)‏ هو دي جيه أمريكي، ولد في 5 أغسطس 1963 في ريتشموند في الولايات المتحدة.

## وصلات خارجية
- كورت سانت توماس على موقع ميوزك برينز (الإنجليزية)
- كورت سانت توماس على موقع أول ميوزيك (الإنجليزية)
- كورت سانت توماس على موقع ديسكوغز (الإنجليزية)